# Dolichotarsus
Dolichotarsus – rodzaj muchówek z rodziny rączycowatych (Tachinidae).

## Wybrane gatunki
- D. griseus Brooks, 1945[1]
- D. kingi Brooks, 1945[1]
- D. livescens Reinhard, 1958[1]